# Leia falculata
Leia falculata är en tvåvingeart som beskrevs av Edwards 1933. Leia falculata ingår i släktet Leia och familjen svampmyggor. Inga underarter finns listade i Catalogue of Life.